# Сима Релић
Сима Релић (Бешеновачки Прњавор, код Сремске Митровице, 1918 — Нови Сад, 26. децембар 1981) био је учесник Народноослободилачке бробе.

## Биографија
Након окупације Југославије, 1941. прикључио се Народноослободилачком покрету (НОП). Августа 1941, након што су усташе ухапсиле групу мештана Бешенова, међу којима је била и његова супруга Каја, заједно са двојицом мештана је напао и разоружао стражаре и ослободио ухапшене, након чега су отишли на Фрушку гору. Касније се његова група повезала са првом партизанском групом, у којој су се налазили и одбегли политички-затвореници из сремскомитровачког затвора. 
Септембра 1941. био је постављен за првог команданта Фрушкогрског партизанског одреда.
Умро је 26. децембра 1981. у Новом Саду, а сахрањен је у родном месту.
Носилац је Партизанске споменице 1941. и других југословенских одликовања, међу којима је Орден републике са златним венцем, којим је одликован септембра 1979. године.
Заједно са њим у партизанима борила се и његова супруга Каја Релић (1915—1942), која је у пролеће 1942. заробљена од усташа и 6. маја 1942. стрељана у Сремској Митровици, заједно са Јованком Габошац.